# Bagnols-en-Forêt
Bagnols-en-Forêt – miejscowość i gmina we Francji, w regionie Prowansja-Alpy-Lazurowe Wybrzeże, w departamencie Var.
Według danych na rok 1990 gminę zamieszkiwały 1274 osoby, a gęstość zaludnienia wynosiła 30 osób/km² (wśród 963 gmin regionu Prowansja-Alpy-W. Lazurowe Bagnols-en-Forêt plasuje się na 338. miejscu pod względem liczby ludności, natomiast pod względem powierzchni na miejscu 194.).